# Dejan, Timiș
Dejan (Nume anterior: Radovan, Dejani, Dajanfalău, germană Deschan, maghiară Dézsánfalva, sârbă Дежан/Dežan)) este un sat în comuna Moravița din județul Timiș, Banat, România.

## Istorie
Dejaniul a fost reînființat pe locul vetrei satului Radovanz (în română Radovan), sat sârbesc distrus de turci. La conscripția din 1717 încă mai apare menționat cu 20 de case, pe locul numit Radovanz. Harta contelui Mercy din 1723-1725, o pomenește din nou, ca fiind locuită cu români, care aveau și o biserică ortodoxă. O parte dintre români s-au strămutat mai apoi în Mramorac, în ceea ce este acum Banatul de vest (impropriu-zis sârbesc). 
În 1786, românii și unii sârbi obligați să părăsească Moravița au înființat o nouă vatră de sat. Moșia pe care s-au așezat aparținea erariului (statului). Administratorul erarial care a aprobat înființarea localității a fost Joseph De Jean, germanizat Iosif Deschan; din acest motiv satul a fost numit în cinstea lui. În jurul anului 1821 în Dejan s-au mutat primii unguri. Ei nu s-au putut adapta la obiceiurile băștinașilor români și sârbi și au părăsit satul. Alte familii de unguri au venit pe la 1829. Spre deosebire de primul val, ei s-au statornicit aici și după colonizările maghiare de după Compromisul Austriaco-ungar (1867), pentru un timp, au devenit majoritari.
A fost până în perioada contemporană un sat mixt româno-maghiaro-sârb. Astăzi majoritatea (80%) sunt români.